# Пистолет Ярыгина
Пистолет Ярыгина «Грач» (Индекс ГРАУ — 6П35), MP-443 — самозарядный пистолет российского производства. Разработан коллективом конструкторов под руководством В. А. Ярыгина, серийное производство освоено на Ижевском механическом заводе. Буквы MP следует читать как латинские буквы, которые являются сокращением от Mechanical Plant (Механический завод).

## История
В 1990 году Министерство обороны СССР объявило конкурс на новый пистолет, призванный заменить состоящий на вооружении, но не вполне отвечающий современным требованиям пистолет ПМ (программа НИОКР «Грач»). Задачей было сделать пистолет с достаточным боезапасом, способный пробивать бронежилеты невысокого уровня защиты. В 1993 году на этот конкурс был представлен пистолет конструкции Ярыгина. 
По результатам испытаний, в 2000 году пистолет стал победителем конкурса. 24 января 2001 года пистолет был официально представлен Ижевским механическим заводом (как сообщил представитель предприятия, всего к этому времени было изготовлено 350 пистолетов Ярыгина).
В 2003 году под наименованием «9-мм пистолет Ярыгина» (ПЯ) он был принят на вооружение Вооружённых сил Российской Федерации (и предложен на экспорт под названием MP-443). По состоянию на начало 2010 года пистолеты Ярыгина начали поступать на вооружение подразделений ВС России, внутренних войск, специальных подразделений МВД России и иных силовых структур. В 2011 году был налажен массовый выпуск ПЯ для армии РФ. В 2012 году пистолет Ярыгина как новое штатное оружие начали осваивать офицеры Западного ВО.

## Конструкция
Работа автоматики ПЯ «Грач» основана на отдаче с коротким ходом ствола по системе Браунинга. Ствол имеет 6 правых нарезов. Ударно-спусковой механизм куркового типа с открытым курком двойного действия допускает только одиночную стрельбу. Курок может блокироваться как во взведенном, так и в спущенном состоянии.
Цельнометаллическая конструкция обеспечивает оружию механическую прочность, надежность и долговечность, однако снижает технологичность производства и увеличивает массу пистолета.

## Дополнительное оборудование и аксессуары
На пистолет могут быть установлены:
- «крепление Б-8» — съёмная «планка Вивера»
- Подствольный тактический фонарь/лазерный целеуказатель с возможностью крепления на планку Пикатинни[7] («Клещ-1», «Клещ-1+ЛЦУ», «Клещ-1С», «Клещ-1С+ЛЦУ» от фирмы «Зенит», X300 от фирмы «Surefire» и т. д.)

## Варианты и модификации
- MP-446 «Викинг» — коммерческая модель с пластиковой рамкой и регулируемым прицелом, магазин на 18 патронов[8]. Поставляется на экспорт.
- MP-446C «Викинг» — спортивный пистолет с пластиковой рамкой, модифицированный в соответствии с требованиями правил IPSC. Магазин на 10 патронов[8].
- MP-446C «VIKING-M» — дальнейшее развитие пистолета МР-446С для практической стрельбы. Рамка пистолета дополнена планкой Пикатинни, увеличен ресурс ствола, применены прицельные приспособления, взаимозаменяемые с пистолетами «Glock». Ствол пистолета утолщён, его длина увеличена до 120 мм. По заверениям производителя, УСМ также доработан для увеличения плавности спуска. Доработан узел запирания — изменена геометрия паза нижнего прилива ствола. Изменился баланс пистолета, что позволило повысить темп стрельбы вследствие меньшего подброса ствола. Магазины также претерпели изменения и имеют однорядный выход (магазин двухрядный с перестроением). Однорядный выход позволил с меньшим усилием вставлять магазин и облегчил его введение в приемное окно. Убраны острые кромки губок магазина. Форма рампы подачи адаптирована для использования как новых магазинов с выходом патронов в один ряд, так и старых. Увеличена кнопка защёлки магазина и курок. За счёт упрочнения ряда деталей и доработки отдельных узлов ресурс пистолета был увеличен до 50 000 выстрелов. Пистолет предлагается в нескольких вариантах комплектации[9].
- ПЯ под патрон 9х21 мм — демонстрационный образец показан в 2013 году на оружейной выставке «Russia Arms Expo-2013» в Нижнем Тагиле[10].
- МР-353 — травматический пистолет под патрон .45 Rubber, магазин на 9 патронов. Выпускается с 2010 года[8].
- МР-356 — травматический пистолет под патрон 10x28Т. Магазин на 10 патронов.
- МР-472 «Винтук» — травматический пистолет под патрон 10×23 мм Т. Вместимость магазина — 16 патронов, рамка пистолета выполнена из пластмассы синего цвета[8].
- MP-655K — 4,5-мм пневматический газобаллонный пистолет, выпускается с 2008 года[8].
- ЛТ-110ПЯ — учебно-тренировочный «лазерный пистолет Ярыгина» на базе ММГ пистолета Ярыгина (с лазерным излучателем ЛТ-510 — видимый красный луч, импульсный режим работы). Производство компании ООО «Рубин-Тир» (Новосибирск, Россия)[11].
- VSP-446 и VSP-446C — варианты, собираемые в Белоруссии предприятием ГВТУП «Белспецвнештехника»[12]

## Недостатки модели
- Большой вес.
- Множественные осечки при стрельбе «на холодную».
- У пистолета имеются две разновидности невзаимозаменяемых магазинов под патрон 9×19 мм Парабеллум.
- Прицельные приспособления могут цепляться за кобуру, одежду и т. п.
- Острые края губок магазина при снаряжении патронами режут пальцы до крови[13].
- У магазинов к пистолету губки очень загнуты навстречу друг другу. Из-за этого патроны задерживаются в магазине при стрельбе. Иногда магазины вовсе разваливаются[13].
- Не очень удобный и надёжный. Состоит из множества мелких деталей, что повышает вероятность поломок[13].
- При стрельбе наблюдаются частые трудноустранимые задержки. Известны случаи, когда во время стрельбы стреляная гильза застревала в патроннике и не давала сделать следующий выстрел[13].
- У некоторых моделей лопалась пластиковая рамка в части рукоятки[13].
- При смене магазина требуется большое усилие или удар по нижней части магазина для его полного внедрения в шахту рукоятки пистолета[14].

## Страны-эксплуатанты
- Армения: на вооружении отдельных категорий сотрудников полиции[15]; 10 июня 2021 года МР-443 разрешены к использованию сотрудниками таможенной службы[16]; также используется федерацией практической стрельбы (IPSC).
- Беларусь — 15 пистолетов ПЯ было закуплено для учебного центра МВД РБ «Центр повышения квалификации руководящих работников и специалистов „Центр специальной подготовки“»[17].
- Казахстан: с 2003 года сертифицирован в качестве спортивно-тренировочного оружия[18], по состоянию на 2007 год сертифицирован в качестве служебного оружия[19].
- Кыргызстан: некоторое количество было закуплено для наградного фонда[20].
- Литва: на вооружении некоторых частных охранных служб безопасности.
- Россия:
  - В марте 2003 года принят на вооружение Вооружённых сил Российской Федерации[21]. С декабря 2005 года также является наградным оружием[22].
  - В сентябре 2006 года принят на вооружение прокуратуры РФ в качестве оружия для личной защиты прокуроров и следователей[23].
  - 9 октября 2008 года МВД России объявило о переходе с пистолета Макарова на пистолет Ярыгина в качестве штатного оружия[24]. В октябре 2009 года был принят на вооружение Федеральной службы судебных приставов[25]. Также принят на вооружение отрядов специального назначения Федеральной службы исполнения наказаний[26].
  - По состоянию на август 2012 года некоторое количество поступило на вооружение внутренних войск[27].

Также пистолет предлагается на экспорт через «Рособоронэкспорт».